# Couverture (métadonnée)
Pour les articles homonymes, voir Couverture.
Dans les métadonnées, la couverture, ou portée d'un document, inclut un domaine géographique, un laps de temps, ou une juridiction (nom d'une entité administrative).
La couverture (en anglais Coverage) est le 14e élément du standard Dublin Core.

## Type de couverture
Le type de couverture peut être précisé : 
- spatial : couverture spatiale. On peut utiliser les codages Point (point géographique), ISO 3166 (codes de pays à deux lettres), Box (régions géographiques), ou TGN (dictionnaire de noms de lieux) ;
- temporal : couverture temporelle. On peut utiliser les codages Period (intervalle de temps) ou W3CDTF (dates).

## Normalisation
Il est recommandé d'utiliser des représentations normalisées de ces types de données.
En ce qui concerne la couverture géographique, il est recommandé d'employer les normes sur l'information géographique, et plus particulièrement les normes relations aux métadonnées :
- ISO 19115 : métadonnées ;
- ISO 19123 : schéma de la géométrie et des fonctions de couverture ;
- ISO 19139 : métadonnées, norme en version PDTS.